# Tabanus trianguliger
Tabanus trianguliger är en tvåvingeart som beskrevs av Austen 1912. Tabanus trianguliger ingår i släktet Tabanus och familjen bromsar. Inga underarter finns listade i Catalogue of Life.